# Johann Heinrich von Clausenheim

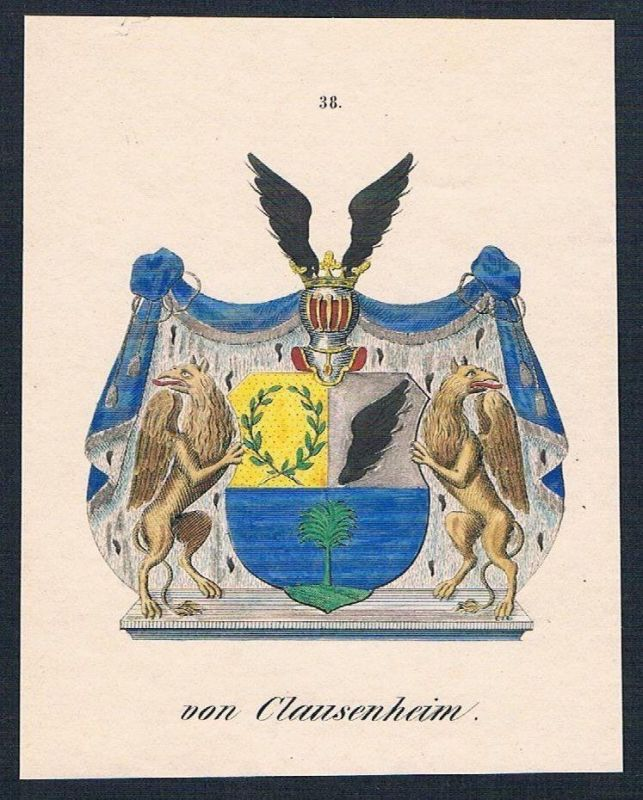
Wappen von Clausenheim

Johann Heinrich von Clausenheim, auch Johann Hinrich von Clausenheim (* 1713; † 7. Juni 1771 in Lübeck) war ein deutscher Jurist und Domherr.

## Leben
Johann Heinrich von Clausenheim entstammt der 1702 in den Adelsstand erhobenen Familie (Clausen) von Clausenheim. Er war der älteste Sohn des gottorfischen Landrentmeisters und Geheimrats Matthias von Clausenheim (der Ältere) (–1744), der während der Abwesenheit des Herzogs Karl Friedrich und seines Geheimratspräsidenten Henning Friedrich von Bassewitz (verheiratet mit der Cousine seines Vaters) in den 1720er Jahren als Leiter der Generallandeskommission von Hamburg aus die Regierungsgeschäfte führte, und dessen Frau Margarethe Lucia (1689–1760), geb. Redeker, einer Enkelin von Heinrich Rudolph Redeker. Er wurde in der Rostocker Marienkirche getauft und wuchs auf den Familiengütern in Mecklenburg auf.
Schon als Kind erhielt er 1724 auf Präsentation von Christian August zu Rantzau eine Präbende als Domherr im seit der Reformation überwiegend lutherischen Lübecker Domkapitel. Er studierte ab 1731 an der Universität Kiel, wo er 1733 mit einer Disputation unter Vorsitz von Philipp Friedrich Hane zum Recht der Auswanderung aus religiösen Gründen graduierte.
1745 ernannte ihn Karl Peter Ulrich von Holstein-Gottorf zum großfürstlichen Kammerherrn. Er war auch gottorfischer Justizrat und trug den Titel eines königlich dänischen Konferenzrats.
Johann Heinrich von Clausenheim war verheiratet mit Maria Anna Francisca, geb. Gräfin von Sonnau, aus Wien, Tochter des kaiserlichen Kammerherrn Franz Anton Ferdinand Graf von Sonnau († 1732) und Maria Polixena Anna († 1744), geb. Gräfin von Lamberg. Das Paar hatte einen Sohn Friedrich Matthias Ehrenreich von Clausenheim (1746–1839), Inhaber einer Vikarien-Präbende am Lübecker Dom, königlich dänischer Kammerjunker und Erbherr auf Brahlstorf.
An ihn erinnert ein metallenes Epitaph in der Kirche von Körchow.

## Schriften
- De origine iuris et beneficii emigrandi, quod religionis causa in Germania nostra obtinet: ex genuinis historiae atque iuris ecclesiastici fontibus. Kiel 1733

Digitalisat, Bayerische Staatsbibliothek (Dedikationsexemplar des Hamburger Pastors Johann Jacob Wetken)